# Vidal Celis
Vidal Celis es un exciclista cántabro que ganó dos etapas en el Circuito Montañés victorias también en Tour de Langkawi y muchos podiums en carreras por todo el mundo y siendo un corredor de equipo que tuvo un papel importante en las clásicas belgas como Ronde Van Vlanderen, Gante wevelgem…
formó parte de equipos como el ONCE, Orbea Profesional, después de un accidente en 2006 en 2007 no correría hasta mitad de temporada con el equipo amateur Camargo y consiguiendo ser en media temporada unos de los corredores más laureados del pelotón en 2008 daría el salto al pelotón portugués con el equipo Barbot y de allí ya pasaría al equipo pro tour italiano Footon-servetto y después de ser unos de los corredores confirmados para el equipo geox acabaría recalando en el equipo malayo Letua donó inicia un periplo asiático de varios años pasando por varios equipos hasta su retirada del ciclismo profesional de carretera en 2014.
Después iniciaría una nueva etapa en el mtb maratón donde sería una de las cabezas visibles de esta disciplina a nivel nacional y disputado pruebas por todo el mundo con el equipo MMR-POWERADE.

## Palmarés
2002
- 1 etapa del Circuito Montañés

2006
- 1 etapa del Circuito Montañés

2011
- 1 en 2 etapas Vuelta a Malasia

## Equipos
- ONCE (2002)
- Orbea (2005-2006)
- Barbot-Siper (2008-2009)
- Footon-Servetto (2010)
- Letua Cycling Team (2011)
- Azad University Cross Team (2012)[1]
- RTS Racing Team (2013)[2]